# Amerikahaven
Amerikahaven est un bassin portuaire du port d'Amsterdam. Il a été creusé dans les années 1970 et se trouve au sud du canal de la Mer du Nord sur l'ancien IJpolder.
Ce bassin donne accès à plusieurs darses : Australiëhaven, Aziëhaven, Tasmaniëhaven, Texashaven, Cacaohaven et Alaskahaven.
| Cargaison            | 1990    | 1995      | 2000    | 2005    | 2006      | 2007      | 2008      | 2009      | 2010    | 2011    |
| -------------------- | ------- | --------- | ------- | ------- | --------- | --------- | --------- | --------- | ------- | ------- |
| Nombre de Conteneurs | 52 279  | 69 732    | 47 681  | 53 469  | 198 643   | 244 696   | 267 128   | 132 418   | 46 590  | 35 381  |
| EVP                  | 63 582  | 91 112    | 52 829  | 65 844  | 305 995   | 385 604   | 436 074   | 203 084   | 60 043  | 48 514  |
| Tonnage              | 805 766 | 1 111 016 | 781 789 | 925 341 | 3 256 801 | 3 435 150 | 3 901 892 | 1 867 951 | 829 856 | 605 135 |

| Afrikahaven Zanzibarhaven Madagascarhaven Amerikahaven Alaskahaven Cacaohaven Texashaven Aziëhaven Australiëhaven Tasmaniëhaven ADM-haven Westhaven Hornhaven Moezelhaven Mainhaven Beringhaven Suezhaven Bosporushaven Sonthaven Jan van Riebeeckhaven Usselincxhaven C Reynierszhaven Adenhaven Ashaven Petroleumhaven Coenhaven Mercuriushaven Vlothaven Neptunushaven Minervahaven Houthaven Nieuwe Houthaven Bewaarhaven Oude Houthaven Sixhaven Ponthaven IJhaven Ertshaven Spoorwegbassin Entrepothaven Shipdock NDSM Oranjewerf Écluses d'Orange Écluse du Prince Willem-Alexander Canal de la Mer du Nord IJ Dirk Metselaarhaven Isaac Baarthaven Wim Thomassenhaven |